# Chiesa dei Santi Pietro e Girolamo
La chiesa dei Santi Pietro e Girolamo è un edificio di culto progettato dall'architetto Giovanni Michelucci e situato in via di Collina, 6 in località Collina di Pontelungo nel comune di Pistoia.

## Storia

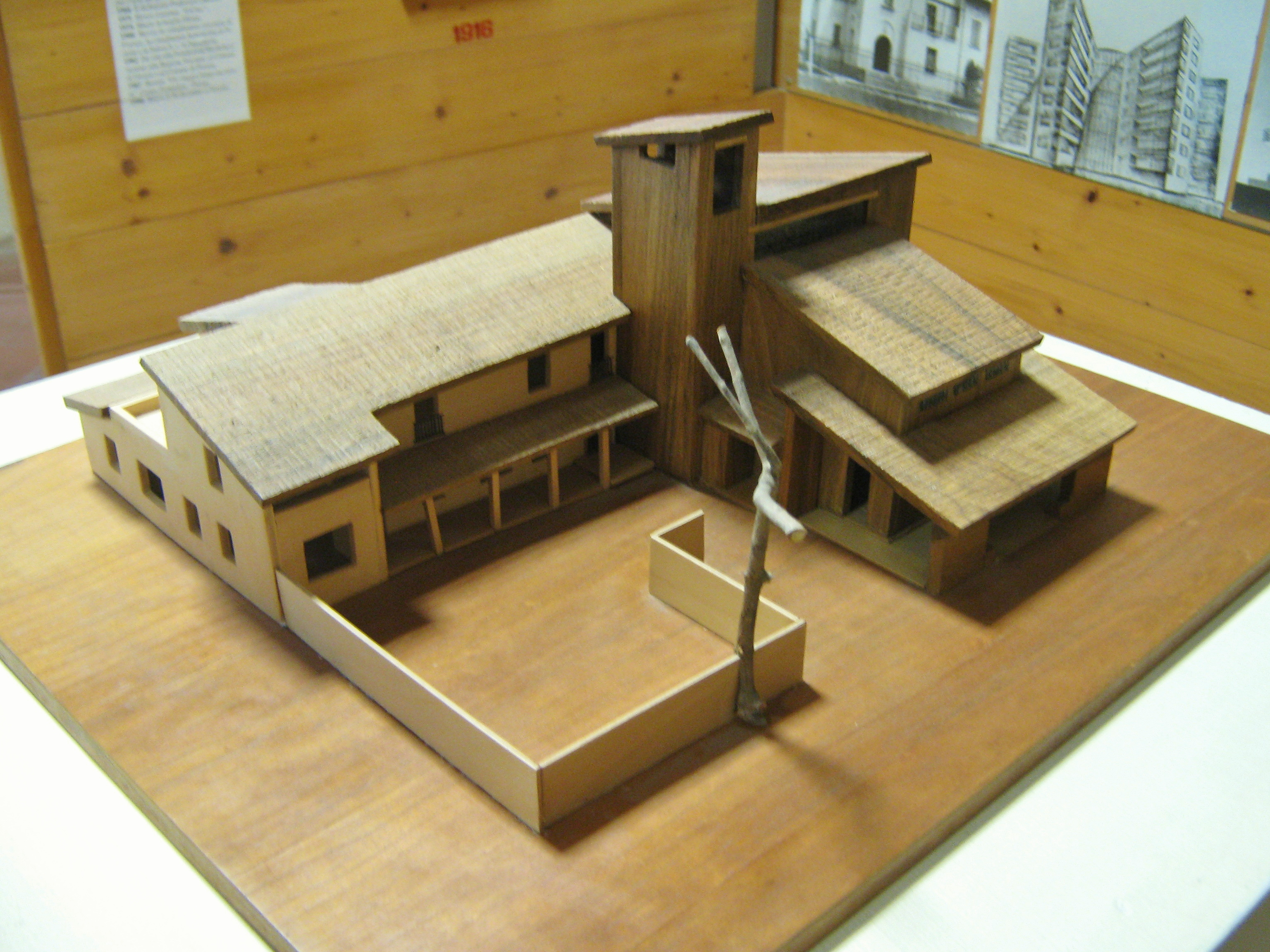
Modello della chiesa dei Santi Pietro e Girolamo (Pistoia, Museo Civico)

A seguito della distruzione durante la seconda guerra mondiale della chiesa parrocchiale di Collina, nell'agosto 1944, l'anno seguente viene istituito un comitato per coordinarne i lavori di ricostruzione. Nel 1946 l'incarico è affidato a Giovanni Michelucci che già ad agosto ha elaborato due progetti nonostante il comitato si dimostri indeciso riguardo all'ubicazione dell'edificio. Si vengono a formare due schieramenti contrapposti, l'uno favorevole a una localizzazione in pianura, l'altro al mantenimento della collocazione originaria. Solo nel 1950 la Curia prenderà una decisione definitiva in merito optando per la seconda soluzione.
Nel 1948 una prima revisione del contributo statale per il risarcimento del danno di guerra abbassa lo stanziamento iniziale di circa un quarto arrivando così alla somma di lire 15.538.503, più tardi di nuovo rettificata a 14.364.000. L'indisponibilità della Curia ad assumersi oneri aggiuntivi rende necessaria la modifica del preventivo di progetto presentato al Ministero dei lavori pubblici in quello stesso anno.
Nel 1951, l'approvazione definitiva della Corte dei conti consente di affidare l'appalto dei lavori alla ditta Dei di Firenze. I disegni esecutivi si discostano solo lievemente dal progetto iniziale: sono mantenuti l'impianto a croce latina e il gioco dei volumi esterni, mentre è rettificato il profilo del campanile, abbassata la zona del presbiterio e sostituito il pulpito tondo con uno a pianta rettangolare.
I lavori, diretti dall'ingegner Alessandro Giuntoli, sono rallentati dalle continue piogge e dai ritardi nel pagamento della ditta costruttrice. La chiesa è formalmente terminata nel Natale 1952 anche se mancano ancora numerosi lavori di finitura. Negli anni successivi alcune modifiche interessano gli arredi interni: è eliminato il pulpito e la scala che ne consente l'accesso; nel 1980, a seguito delle nuove esigenze liturgiche, lo stesso Michelucci provvede all'eliminazione della balaustra e alla modifica dell'altare maggiore.

## Descrizione

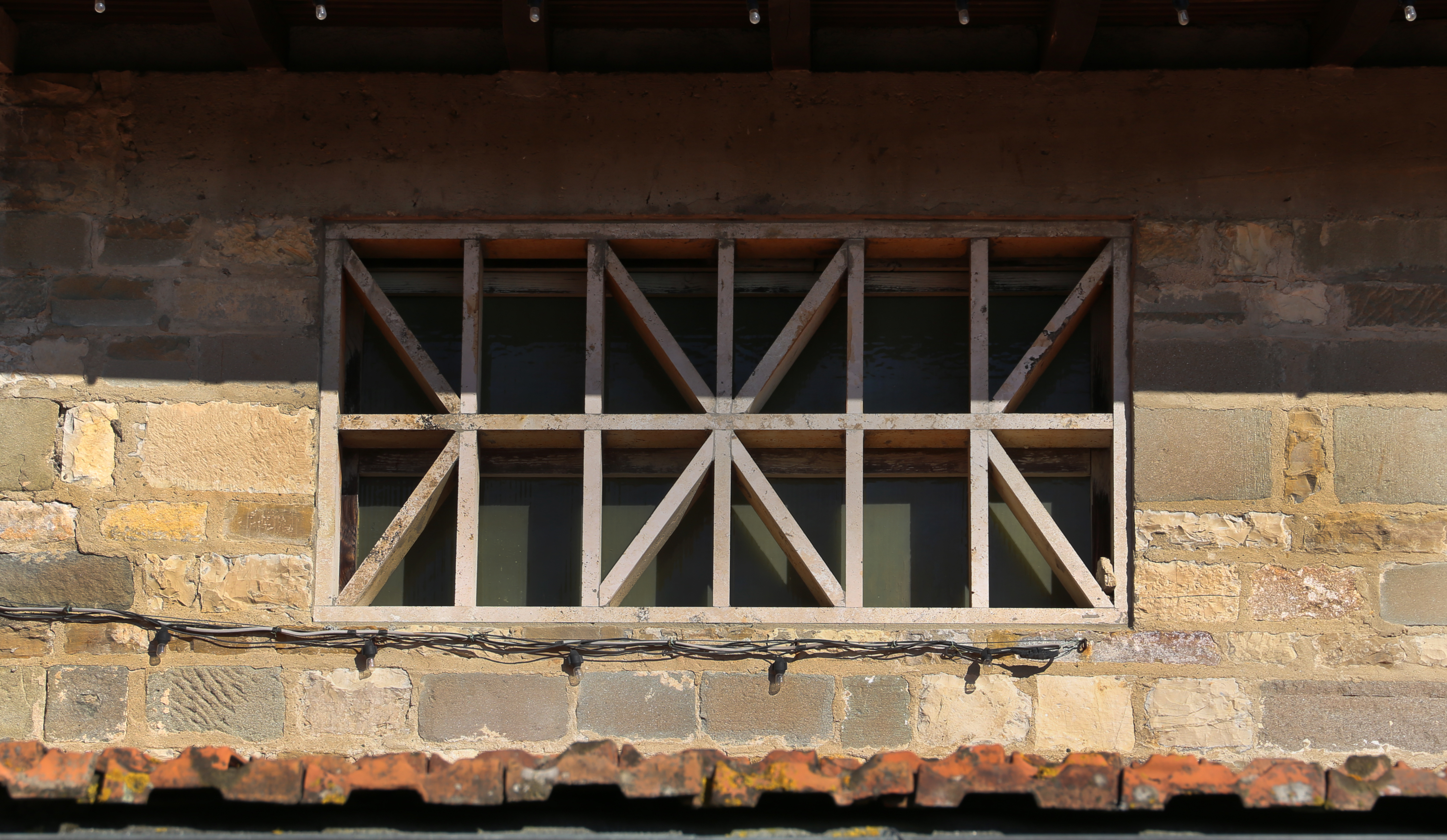
Una finestra

La chiesa sorge isolata sul crinale di una collina che si affaccia sulla piana pistoiese in prossimità della strada che dalla frazione di Pontelungo conduce a Vinacciano. L'edificio, cui si affianca ad ovest la canonica, è una semplice costruzione su due piani con pianta ad L e risulta inserito in un ambiente che conserva ancora oggi un aspetto campestre: lungo la strada che sale le pendici collinari sorgono piccoli nuclei abitati e alcune case coloniche, mentre campi coltivati a ulivi e vigne si alternano a zone boscose con faggi e castagni.
Un ampio porticato che circonda su tre lati la parte anteriore della costruzione crea un armonico rapporto tra la chiesa e l'ambiente circostante.

### Esterno

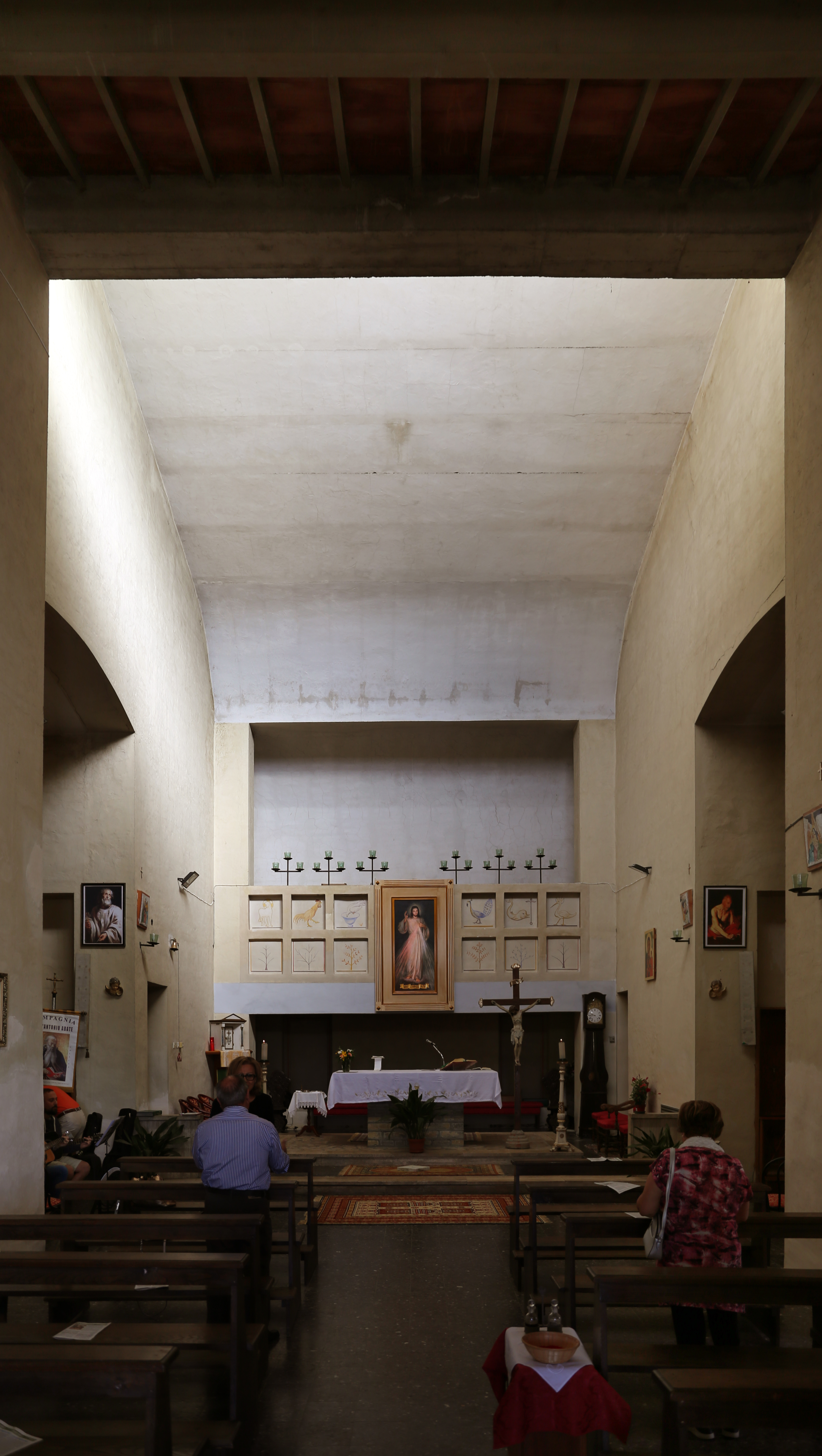
Interno

Il complesso di Collina è concepito da Michelucci come la "casa di tutti... ove i contadini del posto usciti... con il vestito della domenica possano ritrovarsi insieme". La scelta di materiali tradizionali come la pietra alberese o il legno, utilizzato per l'orditura del tetto, riflettono l'attenta ricerca di un dialogo con il semplice linguaggio dell'architettura rurale, in consonanza con l'interesse per l'edilizia spontanea diffusosi degli anni Cinquanta. Non si tratta però di una banale operazione mimetica, la linearità dei volumi che si intersecano senza rispettare la suddivisione interna tra presbiterio e transetto risponde invece a un sapiente studio dello spazio architettonico già percepibile dall'esterno, nel porticato che fascia l'edificio su tre lati. L'impianto della chiesa ripropone con innovative variazioni lo schema a croce latina: la divisione tra navata e presbiterio è ottenuta grazie alla definizione di due volumi di differente altezza con la falda del tetto inclinata su due versanti opposti.

### Interno
All'interno, i due ambienti sono caratterizzati da una differente illuminazione: la luce si concentra sul soffitto curvilineo sovrastante l'altare maggiore lasciando in penombra la zona riservata ai fedeli. Le finestre sormontate da architravi in cemento armato sono schermate da "griglie" geometriche realizzate in travertino. Il battistero è ricavato in un piccolo spazio a destra della navata, accessibile in modo autonomo dal portico. Si crea così, con semplici accorgimenti, un percorso secondario, riservato al catecumeno che, ricevuto il battesimo, può fare il suo ingresso in chiesa direttamente dal battistero.

## Fortuna critica
La ricercata sapienza compositiva che anima il progetto della chiesa ha più volte richiamato l'attenzione della critica: l'armonioso rapporto con l'ambiente collinare, ottenuto anche grazie a una felice scelta dei materiali, è stato uno dei temi più ricorrenti, proposto già da Ricci nel 1953 e da Cerasi nel 1968. Le svariate pubblicazioni sull'opera michelucciana che si sono susseguite a breve cadenza negli ultimi trent'anni, hanno ulteriormente arricchito il dibattito, fornendo nuovi dati tecnico-costruttivi e ulteriori approfondimenti critici. In occasione della mostra "Lo spazio sacro di Michelucci", organizzata nel 1987, sono state ricostruite le varie fasi del lungo iter progettuale, arricchendo di nuove acquisizioni l'apparato iconografico.

## Bibliografia

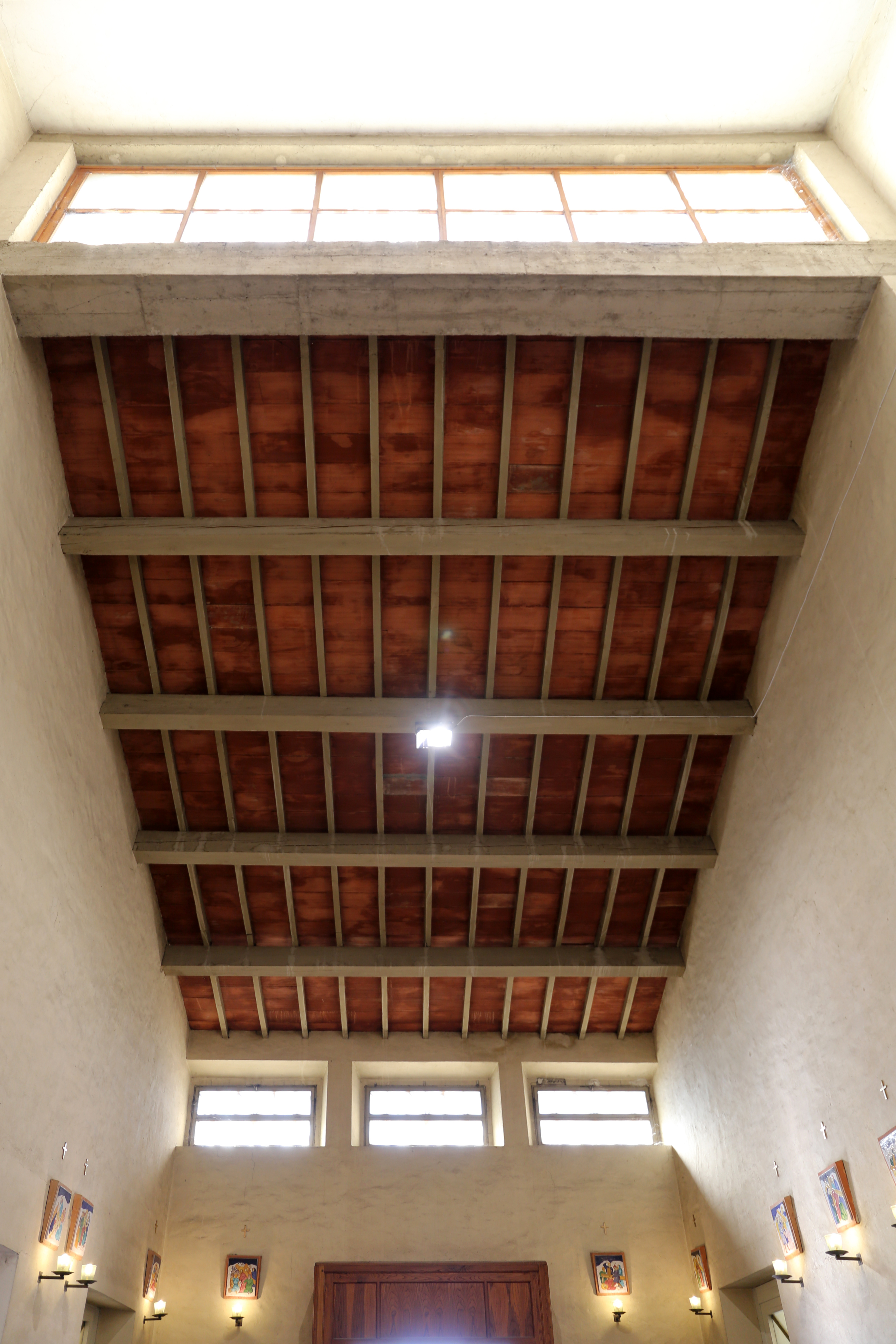
Controfacciata e finestre